# Barbut verd de coroneta blava
El barbut verd de coroneta blava (Psilopogon armillaris) és una espècie d'ocell de la família dels megalèmids (Megalaimidae) que habita Java i illes properes.